# アイルズベリー侯爵
アイルズベリー侯爵（英: Marquess of Ailesbury）は、連合王国貴族の侯爵位の一つ。1821年に第2代アイルズベリー伯爵チャールズ・ブルーデネル＝ブルースが叙されたのに始まり、以降彼の男系男子によって世襲されている。2019年現在の当主は第8代アイルズベリー侯爵マイケル・ブルーデネル＝ブルース。本稿では前身のアイルズベリー伯爵位についても触れる。

## 歴史
スコットランド貴族の初代エルギン伯爵トマス・ブルースの息子であるロバート・ブルースは、ベッドフォードシャー選挙区のイギリス議会庶民院議員を経て、1663年にスコットランド貴族爵位エルギン伯とキンロスのブルース卿(Lord Bruce of Kinloss)とイングランド貴族爵位ヨーク州におけるホールトンのブルース男爵(Baron Bruce, of Whorlton in the County of York)を襲爵して貴族院議員に列し、さらに1664年3月18日にはイングランド貴族のアイルズベリー伯爵(Earl of Ailesbury)、ベッドフォード州におけるアムトヒルのブルース子爵(Viscount Bruce, of Ampthill in the County of Bedford)、ヨーク州におけるスケルトンのスケルトンのブルース男爵(Baron Bruce of Skelton, of Skelton in the County of York)に叙位された。また1685年には宮内長官を務めている。
その孫の第3代アイルズベリー伯爵チャールズ・ブルース(1682-1747)は、1746年4月17日にイングランド貴族ウィルトシャー州におけるトッテナムのトッテナムのブルース男爵(Baron Bruce of Tottenham, of Tottenham in the County of Wiltshire)に叙された。この爵位は妹エリザベスとその夫である第3代カーディガン伯爵ジョージ・ブルーデネル(1685-1732)の間の四男であるトマス・ブルーデネル＝ブルース(1729–1814)を特別継承者(special remainder)とする爵位だった。
彼が死去したときには生存している男子はなかったため、アイルズベリー伯爵位とアムトヒルのブルース子爵とスケルトンのブルース男爵は廃絶し、エルギン伯位とキンロスのブルース卿位は初代以前に遡ったブルース家の一族に継承された。そしてトッテナムのブルース男爵は特別継承者の規定通りトマスに継承された。トマスは、1767年にブルーデネル姓を「ブルーデネル＝ブルース」(Brudenell-Bruce)に改姓した。1776年6月10日にグレートブリテン貴族として第2期のアイルズベリー伯爵(Earl of Ailesbury)に叙位された。
その息子である2代アイルズベリー伯爵チャールズ・ブルーデネル＝ブルース(1773–1856)は、1821年7月17日に連合王国貴族爵位のアイルズベリー侯爵(Marquess of Ailesbury)、ブルース伯爵(Earl Bruce)、セイバーネイク子爵(Viscount Savernake)に叙位された。これがアイルズベリー侯爵家の創始となった。
その息子である第3代アイルズベリー侯爵ジョージ・ブルーデネル＝ブルース (1804-1878)ははとこにあたる第7代カーディガン伯爵ジェイムズ・ブルーデネルが1868年に死去した後にはイングランド貴族のカーディガン伯位とレスター州におけるスタントン・ウィヴィルのブルーデネル男爵 (Baron Brudenell, of Stanton Wyvill in the County of Leicester)、イングランド準男爵位の（ディーンの）準男爵 (Baronet "of Deene")も継承した。
2019年現在の当主は第8代アイルズベリー侯爵マイケル・ブルーデネル＝ブルース(1926-)である。

## 現当主の保有爵位
現当主マイケル・ブルーデネル＝ブルースは以下の爵位を保有している。
- 第8代アイルズベリー侯爵 (8th Marquess of Ailesbury)
(1821年7月17日の勅許状による連合王国貴族爵位)
- 第14代カーディガン伯爵 (14th Earl of Cardigan)
(1661年4月20日の勅許状によるイングランド貴族爵位)
- 第9代アイルズベリー伯爵 (9th Earl of Ailesbury)
(1776年6月10日の勅許状によるグレートブリテン貴族爵位)
- 第8代ブルース伯爵 (8th Earl Bruce)
(1821年7月17日の勅許状による連合王国貴族爵位)
- 第8代セイバーネイク子爵 (8th Viscount Savernake)
(1821年7月17日の勅許状による連合王国貴族爵位)
- レスター州におけるスタントン・ウィヴィルの第14代ブルーデネル男爵 (14th Baron Brudenell, of Stanton Wyvill in the County of Leicester)
(1628年2月26日の勅許状によるイングランド貴族爵位)
- ウィルトシャー州におけるトッテナムの第10代ブルース男爵 (10th Baron Bruce, of Tottenham in the County of Wiltshire)
(1746年4月17日の勅許状によるグレートブリテン貴族爵位)
- （ディーンの）第14代準男爵 (14th Baronet "of Deene")
(1611年6月29日の勅許状によるイングランド準男爵位)

## 一覧

### アイルズベリー伯爵 第1期 (1664年)
- 初代アイルズベリー伯/2代エルギン伯ロバート・ブルース（英語版） (Robert Bruce, 1626頃–1685)
- 2代アイルズベリー伯/3代エルギン伯トマス・ブルース (Thomas Bruce, 1656–1741)
- 3代アイルズベリー伯/4代エルギン伯チャールズ・ブルース (Charles Bruce, 1682–1747)
  - 1746年に甥を特別継承者とするグレートブリテン貴族ブルース男爵位に叙される

### ブルース男爵 (1746年)
- 初代ブルース男爵/3代アイルズベリー伯/4代エルギン伯チャールズ・ブルース (1682–1747)
- 2代ブルース男爵トマス・ブルーデネル＝ブルース (Thomas Brudenell-Bruce, 1729–1814)
  - 1776年にアイルズベリー伯爵(第2期)に叙される

### アイルズベリー伯爵　第2期 (1776)
- 初代アイルズベリー伯トマス・ブルーデネル＝ブルース (Thomas Brudenell-Bruce, 1729–1814)
- 2代アイルズベリー伯チャールズ・ブルーデネル＝ブルース（英語版） (Charles Brudenell-Bruce, 1773–1856)
  - 1821年にアイルズベリー侯爵に叙される。

### アイルズベリー侯爵 (1821年)
- 初代アイルズベリー侯チャールズ・ブルーデネル＝ブルース（英語版） (Charles Brudenell-Bruce, 1773–1856)
- 2代アイルズベリー侯ジョージ・ウィリアム・フレデリック・ブルーデネル＝ブルース（英語版） (George William Frederick Brudenell-Bruce, 1804-1878) 先代の息子。8代カーディガン伯を継承
- 3代アイルズベリー侯アーネスト・オーガスタス・チャールズ・ブルーデネル＝ブルース（英語版） (Ernest Augustus Charles Brudenell-Bruce, 1811–1886) 先代の弟
- 4代アイルズベリー侯ジョージ・ウィリアム・トマス・ブルーデネル＝ブルース（英語版） (George William Thomas Brudenell-Bruce, 1863–1894) 先代の孫
- 5代アイルズベリー侯ヘンリー・オーガスタス・ブルーデネル＝ブルース（英語版） (Henry Augustus Brudenell-Bruce,  1842–1911) 先代の叔父
- 6代アイルズベリー侯ジョージ・ウィリアム・ジェイムズ・シャンドス・ブルーデネル＝ブルース（英語版） (George William James Chandos Brudenell-Bruce, 1873–1961) 先代の息子
- 7代アイルズベリー侯シャンドス・シドニー・セドリック・ブルーデネル＝ブルース（英語版） (Chandos Sydney Cedric Brudenell-Bruce, 1904–1974) 先代の息子
- 8代アイルズベリー侯マイケル・シドニー・セドリック・ブルーデネル＝ブルース（英語版） (Michael Sydney Cedric Brudenell-Bruce, 1926-) 先代の息子
  - 法定推定相続人は現当主の息子のカーディガン伯(儀礼称号)デイヴィッド・マイケル・ジェイムズ・ブルーデネル＝ブルース（英語版） (David Michael James Brudenell-Bruce,1952-)
    - その法定推定相続人は、彼の息子のセイバーネイク子爵(儀礼称号)トマス・ブルーデネル＝ブルース(Thomas Brudenell-Bruce, 1982-)

## 家系図
|                                                                                     |                                                                                     |                                                                                     |                                                                                     |                                                                                     |                                                                                     |                                                                         |                                                                         | 1633年エルギン伯                                                        | 1633年エルギン伯                                                        | 1633年エルギン伯                                                        | 1633年エルギン伯                                                        | 1633年エルギン伯                                                  | 1633年エルギン伯                                                  |                                             |                                             | 1661年カーディガン伯                                                        | 1661年カーディガン伯                                                        | 1661年カーディガン伯                                                        | 1661年カーディガン伯                                                        | 1661年カーディガン伯                                                        | 1661年カーディガン伯                                                        |  |  | | | | | | |                                    |                                    | | | | | | |                                                                                   |                                                                                   |                                                                                   |                                                                                   |                                                                                   |                                                                                   |  |  |  |  |  |  |  |  |  |  |
|                                                                                     |                                                                                     |                                                                                     |                                                                                     |                                                                                     |                                                                                     |                                                                         |                                                                         | 1633年エルギン伯                                                        | 1633年エルギン伯                                                        | 1633年エルギン伯                                                        | 1633年エルギン伯                                                        | 1633年エルギン伯                                                  | 1633年エルギン伯                                                  | 初代エルギン伯 トマス・ブルース (1599-1663) | 初代エルギン伯 トマス・ブルース (1599-1663) | 初代エルギン伯 トマス・ブルース (1599-1663)                                 | 初代エルギン伯 トマス・ブルース (1599-1663)                                 | 初代エルギン伯 トマス・ブルース (1599-1663)                                 | 初代エルギン伯 トマス・ブルース (1599-1663)                                 | 1661年カーディガン伯                                                        | 1661年カーディガン伯                                                        |  |  | 初代カーディガン伯 トマス・ブルーデネル (1583頃-1663)                                                                    | 初代カーディガン伯 トマス・ブルーデネル (1583頃-1663)                                                                    | 初代カーディガン伯 トマス・ブルーデネル (1583頃-1663)                                                                    | 初代カーディガン伯 トマス・ブルーデネル (1583頃-1663)                                                                    | 初代カーディガン伯 トマス・ブルーデネル (1583頃-1663)                                                                    | 初代カーディガン伯 トマス・ブルーデネル (1583頃-1663)                                                                    |                                    |                                    | | | | | | |                                                                                   |                                                                                   |                                                                                   |                                                                                   |                                                                                   |                                                                                   |  |  |  |  |  |  |  |  |  |  |
|                                                                                     |                                                                                     |                                                                                     |                                                                                     |                                                                                     |                                                                                     |                                                                         |                                                                         |                                                                         |                                                                         |                                                                         |                                                                         |                                                                   |                                                                   | 初代エルギン伯 トマス・ブルース (1599-1663) | 初代エルギン伯 トマス・ブルース (1599-1663) | 初代エルギン伯 トマス・ブルース (1599-1663)                                 | 初代エルギン伯 トマス・ブルース (1599-1663)                                 | 初代エルギン伯 トマス・ブルース (1599-1663)                                 | 初代エルギン伯 トマス・ブルース (1599-1663)                                 |                                                                             |                                                                             |  |  | 初代カーディガン伯 トマス・ブルーデネル (1583頃-1663)                                                                    | 初代カーディガン伯 トマス・ブルーデネル (1583頃-1663)                                                                    | 初代カーディガン伯 トマス・ブルーデネル (1583頃-1663)                                                                    | 初代カーディガン伯 トマス・ブルーデネル (1583頃-1663)                                                                    | 初代カーディガン伯 トマス・ブルーデネル (1583頃-1663)                                                                    | 初代カーディガン伯 トマス・ブルーデネル (1583頃-1663)                                                                    |                                    |                                    | | | | | | |                                                                                   |                                                                                   |                                                                                   |                                                                                   |                                                                                   |                                                                                   |  |  |  |  |  |  |  |  |  |  |
|                                                                                     |                                                                                     |                                                                                     |                                                                                     |                                                                                     |                                                                                     |                                                                         |                                                                         | 1662年アイルズベリー伯(1期)                                             |                                                                         |                                                                         |                                                                         |                                                                   |                                                                   |                                             |                                             |                                                                             |                                                                             |                                                                             |                                                                             |                                                                             |                                                                             |  |  | | | | | | |                                    |                                    | | | | | | |                                                                                   |                                                                                   |                                                                                   |                                                                                   |                                                                                   |                                                                                   |  |  |  |  |  |  |  |  |  |  |
|                                                                                     |                                                                                     |                                                                                     |                                                                                     |                                                                                     |                                                                                     |                                                                         |                                                                         | 初代アイルズベリー伯 2代エルギン伯 ロバート・ブルース (1627-1685)       | 初代アイルズベリー伯 2代エルギン伯 ロバート・ブルース (1627-1685)       | 初代アイルズベリー伯 2代エルギン伯 ロバート・ブルース (1627-1685)       | 初代アイルズベリー伯 2代エルギン伯 ロバート・ブルース (1627-1685)       | 初代アイルズベリー伯 2代エルギン伯 ロバート・ブルース (1627-1685) | 初代アイルズベリー伯 2代エルギン伯 ロバート・ブルース (1627-1685) |                                             |                                             | 2代カーディガン伯 ロバート・ブルーデネル (1607-1703)                        | 2代カーディガン伯 ロバート・ブルーデネル (1607-1703)                        | 2代カーディガン伯 ロバート・ブルーデネル (1607-1703)                        | 2代カーディガン伯 ロバート・ブルーデネル (1607-1703)                        | 2代カーディガン伯 ロバート・ブルーデネル (1607-1703)                        | 2代カーディガン伯 ロバート・ブルーデネル (1607-1703)                        |  |  | | | | | | |                                    |                                    | | | | | | |                                                                                   |                                                                                   |                                                                                   |                                                                                   |                                                                                   |                                                                                   |  |  |  |  |  |  |  |  |  |  |
|                                                                                     |                                                                                     |                                                                                     |                                                                                     |                                                                                     |                                                                                     |                                                                         |                                                                         | 初代アイルズベリー伯 2代エルギン伯 ロバート・ブルース (1627-1685)       | 初代アイルズベリー伯 2代エルギン伯 ロバート・ブルース (1627-1685)       | 初代アイルズベリー伯 2代エルギン伯 ロバート・ブルース (1627-1685)       | 初代アイルズベリー伯 2代エルギン伯 ロバート・ブルース (1627-1685)       | 初代アイルズベリー伯 2代エルギン伯 ロバート・ブルース (1627-1685) | 初代アイルズベリー伯 2代エルギン伯 ロバート・ブルース (1627-1685) |                                             |                                             | 2代カーディガン伯 ロバート・ブルーデネル (1607-1703)                        | 2代カーディガン伯 ロバート・ブルーデネル (1607-1703)                        | 2代カーディガン伯 ロバート・ブルーデネル (1607-1703)                        | 2代カーディガン伯 ロバート・ブルーデネル (1607-1703)                        | 2代カーディガン伯 ロバート・ブルーデネル (1607-1703)                        | 2代カーディガン伯 ロバート・ブルーデネル (1607-1703)                        |  |  | | | | | | |                                    |                                    | | | | | | |                                                                                   |                                                                                   |                                                                                   |                                                                                   |                                                                                   |                                                                                   |  |  |  |  |  |  |  |  |  |  |
|                                                                                     |                                                                                     |                                                                                     |                                                                                     |                                                                                     |                                                                                     |                                                                         |                                                                         | 2代アイルズベリー伯 3代エルギン伯 トマス・ブルース (1656-1741)          | 2代アイルズベリー伯 3代エルギン伯 トマス・ブルース (1656-1741)          | 2代アイルズベリー伯 3代エルギン伯 トマス・ブルース (1656-1741)          | 2代アイルズベリー伯 3代エルギン伯 トマス・ブルース (1656-1741)          | 2代アイルズベリー伯 3代エルギン伯 トマス・ブルース (1656-1741)    | 2代アイルズベリー伯 3代エルギン伯 トマス・ブルース (1656-1741)    |                                             |                                             | ブルーデネル卿(儀礼称号) フランシス・ブルーデネル (生年不詳-1698)           | ブルーデネル卿(儀礼称号) フランシス・ブルーデネル (生年不詳-1698)           | ブルーデネル卿(儀礼称号) フランシス・ブルーデネル (生年不詳-1698)           | ブルーデネル卿(儀礼称号) フランシス・ブルーデネル (生年不詳-1698)           | ブルーデネル卿(儀礼称号) フランシス・ブルーデネル (生年不詳-1698)           | ブルーデネル卿(儀礼称号) フランシス・ブルーデネル (生年不詳-1698)           |  |  | | | | | | |                                    |                                    | | | | | | |                                                                                   |                                                                                   |                                                                                   |                                                                                   |                                                                                   |                                                                                   |  |  |  |  |  |  |  |  |  |  |
|                                                                                     |                                                                                     |                                                                                     |                                                                                     |                                                                                     |                                                                                     |                                                                         |                                                                         | 2代アイルズベリー伯 3代エルギン伯 トマス・ブルース (1656-1741)          | 2代アイルズベリー伯 3代エルギン伯 トマス・ブルース (1656-1741)          | 2代アイルズベリー伯 3代エルギン伯 トマス・ブルース (1656-1741)          | 2代アイルズベリー伯 3代エルギン伯 トマス・ブルース (1656-1741)          | 2代アイルズベリー伯 3代エルギン伯 トマス・ブルース (1656-1741)    | 2代アイルズベリー伯 3代エルギン伯 トマス・ブルース (1656-1741)    |                                             |                                             | ブルーデネル卿(儀礼称号) フランシス・ブルーデネル (生年不詳-1698)           | ブルーデネル卿(儀礼称号) フランシス・ブルーデネル (生年不詳-1698)           | ブルーデネル卿(儀礼称号) フランシス・ブルーデネル (生年不詳-1698)           | ブルーデネル卿(儀礼称号) フランシス・ブルーデネル (生年不詳-1698)           | ブルーデネル卿(儀礼称号) フランシス・ブルーデネル (生年不詳-1698)           | ブルーデネル卿(儀礼称号) フランシス・ブルーデネル (生年不詳-1698)           |  |  | | | | | | |                                    |                                    | | | | | | |                                                                                   |                                                                                   |                                                                                   |                                                                                   |                                                                                   |                                                                                   |  |  |  |  |  |  |  |  |  |  |
|                                                                                     |                                                                                     |                                                                                     |                                                                                     |                                                                                     |                                                                                     |                                                                         |                                                                         |                                                                         |                                                                         |                                                                         |                                                                         |                                                                   |                                                                   |                                             |                                             |                                                                             |                                                                             |                                                                             |                                                                             |                                                                             |                                                                             |  |  | | | | | | |                                    |                                    | | | | | | |                                                                                   |                                                                                   |                                                                                   |                                                                                   |                                                                                   |                                                                                   |  |  |  |  |  |  |  |  |  |  |
| 1746年トッテナムのブルース男爵                                                      |                                                                                     |                                                                                     |                                                                                     |                                                                                     |                                                                                     |                                                                         |                                                                         |                                                                         |                                                                         |                                                                         |                                                                         |                                                                   |                                                                   |                                             |                                             |                                                                             |                                                                             |                                                                             |                                                                             |                                                                             |                                                                             |  |  | | | | | | |                                    |                                    | | | | | | |                                                                                   |                                                                                   |                                                                                   |                                                                                   |                                                                                   |                                                                                   |  |  |  |  |  |  |  |  |  |  |
| 3代アイルズベリー伯 4代エルギン伯 初代ブルース男爵 チャールズ・ブルース (1682-1747) | 3代アイルズベリー伯 4代エルギン伯 初代ブルース男爵 チャールズ・ブルース (1682-1747) | 3代アイルズベリー伯 4代エルギン伯 初代ブルース男爵 チャールズ・ブルース (1682-1747) | 3代アイルズベリー伯 4代エルギン伯 初代ブルース男爵 チャールズ・ブルース (1682-1747) | 3代アイルズベリー伯 4代エルギン伯 初代ブルース男爵 チャールズ・ブルース (1682-1747) | 3代アイルズベリー伯 4代エルギン伯 初代ブルース男爵 チャールズ・ブルース (1682-1747) |                                                                         |                                                                         | エリザベス・ブルース (生年不詳-1745)                                    | エリザベス・ブルース (生年不詳-1745)                                    | エリザベス・ブルース (生年不詳-1745)                                    | エリザベス・ブルース (生年不詳-1745)                                    | エリザベス・ブルース (生年不詳-1745)                              | エリザベス・ブルース (生年不詳-1745)                              |                                             |                                             | 3代カーディガン伯 ジョージ・ブルーデネル (1692–1732)                        | 3代カーディガン伯 ジョージ・ブルーデネル (1692–1732)                        | 3代カーディガン伯 ジョージ・ブルーデネル (1692–1732)                        | 3代カーディガン伯 ジョージ・ブルーデネル (1692–1732)                        | 3代カーディガン伯 ジョージ・ブルーデネル (1692–1732)                        | 3代カーディガン伯 ジョージ・ブルーデネル (1692–1732)                        |  |  | | | | | | |                                    |                                    | | | | | | |                                                                                   |                                                                                   |                                                                                   |                                                                                   |                                                                                   |                                                                                   |  |  |  |  |  |  |  |  |  |  |
| 3代アイルズベリー伯 4代エルギン伯 初代ブルース男爵 チャールズ・ブルース (1682-1747) | 3代アイルズベリー伯 4代エルギン伯 初代ブルース男爵 チャールズ・ブルース (1682-1747) | 3代アイルズベリー伯 4代エルギン伯 初代ブルース男爵 チャールズ・ブルース (1682-1747) | 3代アイルズベリー伯 4代エルギン伯 初代ブルース男爵 チャールズ・ブルース (1682-1747) | 3代アイルズベリー伯 4代エルギン伯 初代ブルース男爵 チャールズ・ブルース (1682-1747) | 3代アイルズベリー伯 4代エルギン伯 初代ブルース男爵 チャールズ・ブルース (1682-1747) |                                                                         |                                                                         | エリザベス・ブルース (生年不詳-1745)                                    | エリザベス・ブルース (生年不詳-1745)                                    | エリザベス・ブルース (生年不詳-1745)                                    | エリザベス・ブルース (生年不詳-1745)                                    | エリザベス・ブルース (生年不詳-1745)                              | エリザベス・ブルース (生年不詳-1745)                              |                                             |                                             | 3代カーディガン伯 ジョージ・ブルーデネル (1692–1732)                        | 3代カーディガン伯 ジョージ・ブルーデネル (1692–1732)                        | 3代カーディガン伯 ジョージ・ブルーデネル (1692–1732)                        | 3代カーディガン伯 ジョージ・ブルーデネル (1692–1732)                        | 3代カーディガン伯 ジョージ・ブルーデネル (1692–1732)                        | 3代カーディガン伯 ジョージ・ブルーデネル (1692–1732)                        |  |  | | | | | | |                                    |                                    | | | | | | |                                                                                   |                                                                                   |                                                                                   |                                                                                   |                                                                                   |                                                                                   |  |  |  |  |  |  |  |  |  |  |
| アイルズベリー伯(1期)廃絶                                                           |                                                                                     |                                                                                     |                                                                                     |                                                                                     |                                                                                     |                                                                         |                                                                         |                                                                         |                                                                         |                                                                         |                                                                         |                                                                   |                                                                   |                                             |                                             |                                                                             |                                                                             |                                                                             |                                                                             |                                                                             |                                                                             |  |  | | | | | | |                                    |                                    | | | | | | |                                                                                   |                                                                                   |                                                                                   |                                                                                   |                                                                                   |                                                                                   |  |  |  |  |  |  |  |  |  |  |
|                                                                                     |                                                                                     |                                                                                     |                                                                                     |                                                                                     |                                                                                     |                                                                         |                                                                         |                                                                         |                                                                         |                                                                         |                                                                         |                                                                   |                                                                   |                                             |                                             |                                                                             |                                                                             |                                                                             |                                                                             |                                                                             |                                                                             |  |  | | | | | | |                                    |                                    | | | | | | |                                                                                   |                                                                                   |                                                                                   |                                                                                   |                                                                                   |                                                                                   |  |  |  |  |  |  |  |  |  |  |
|                                                                                     |                                                                                     |                                                                                     |                                                                                     |                                                                                     |                                                                                     |                                                                         |                                                                         |                                                                         |                                                                         |                                                                         |                                                                         |                                                                   |                                                                   |                                             |                                             |                                                                             |                                                                             |                                                                             |                                                                             |                                                                             |                                                                             |  |  | | | | | | |                                    |                                    | | | | | | |                                                                                   |                                                                                   |                                                                                   |                                                                                   |                                                                                   |                                                                                   |  |  |  |  |  |  |  |  |  |  |
|                                                                                     |                                                                                     |                                                                                     |                                                                                     |                                                                                     |                                                                                     |                                                                         |                                                                         |                                                                         |                                                                         |                                                                         |                                                                         |                                                                   |                                                                   |                                             |                                             |                                                                             |                                                                             |                                                                             |                                                                             |                                                                             |                                                                             |  |  | | | | | | |                                    |                                    | | | | | | |                                                                                   |                                                                                   |                                                                                   |                                                                                   |                                                                                   |                                                                                   |  |  |  |  |  |  |  |  |  |  |
| 1766年モンタギュー公(2期)                                                           | 1766年モンタギュー公(2期)                                                           | 1766年モンタギュー公(2期)                                                           | 1766年モンタギュー公(2期)                                                           | 1766年モンタギュー公(2期)                                                           | 1766年モンタギュー公(2期)                                                           |                                                                         |                                                                         | 1780年ディーンのブルーデネル男爵                                        | 1780年ディーンのブルーデネル男爵                                        | 1780年ディーンのブルーデネル男爵                                        | 1780年ディーンのブルーデネル男爵                                        | 1780年ディーンのブルーデネル男爵                                  | 1780年ディーンのブルーデネル男爵                                  |                                             |                                             |                                                                             |                                                                             |                                                                             |                                                                             |                                                                             |                                                                             |  |  | 1776年アイルズベリー伯(2期)                                                                                              | 1776年アイルズベリー伯(2期)                                                                                              | 1776年アイルズベリー伯(2期)                                                                                              | 1776年アイルズベリー伯(2期)                                                                                              | 1776年アイルズベリー伯(2期)                                                                                              | 1776年アイルズベリー伯(2期)                                                                                              |                                    |                                    | | | | | | |                                                                                   |                                                                                   |                                                                                   |                                                                                   |                                                                                   |                                                                                   |  |  |  |  |  |  |  |  |  |  |
| 1766年モンタギュー公(2期)                                                           | 1766年モンタギュー公(2期)                                                           | 1766年モンタギュー公(2期)                                                           | 1766年モンタギュー公(2期)                                                           | 1766年モンタギュー公(2期)                                                           | 1766年モンタギュー公(2期)                                                           | 初代モンタギュー公 4代カーディガン伯 ジョージ・モンタギュー (1712–1790) | 初代モンタギュー公 4代カーディガン伯 ジョージ・モンタギュー (1712–1790) | 初代モンタギュー公 4代カーディガン伯 ジョージ・モンタギュー (1712–1790) | 初代モンタギュー公 4代カーディガン伯 ジョージ・モンタギュー (1712–1790) | 初代モンタギュー公 4代カーディガン伯 ジョージ・モンタギュー (1712–1790) | 初代モンタギュー公 4代カーディガン伯 ジョージ・モンタギュー (1712–1790) | 1780年ディーンのブルーデネル男爵                                  | 1780年ディーンのブルーデネル男爵                                  |                                             |                                             | 5代カーディガン伯 初代ブルーデネル男爵 ジェイムズ・ブルーデネル (1715-1811) | 5代カーディガン伯 初代ブルーデネル男爵 ジェイムズ・ブルーデネル (1715-1811) | 5代カーディガン伯 初代ブルーデネル男爵 ジェイムズ・ブルーデネル (1715-1811) | 5代カーディガン伯 初代ブルーデネル男爵 ジェイムズ・ブルーデネル (1715-1811) | 5代カーディガン伯 初代ブルーデネル男爵 ジェイムズ・ブルーデネル (1715-1811) | 5代カーディガン伯 初代ブルーデネル男爵 ジェイムズ・ブルーデネル (1715-1811) |  |  | 1776年アイルズベリー伯(2期)                                                                                              | 1776年アイルズベリー伯(2期)                                                                                              | 1776年アイルズベリー伯(2期)                                                                                              | 1776年アイルズベリー伯(2期)                                                                                              | 1776年アイルズベリー伯(2期)                                                                                              | 1776年アイルズベリー伯(2期)                                                                                              | ロバート・ブルーデネル (1726-1768) | ロバート・ブルーデネル (1726-1768) | ロバート・ブルーデネル (1726-1768)                                                                                        | ロバート・ブルーデネル (1726-1768)                                                                                       | ロバート・ブルーデネル (1726-1768)                                                                                       | ロバート・ブルーデネル (1726-1768)                                                                                       | | | 初代アイルズベリー伯爵 2代ブルース男爵 トマス・ブルーデネル＝ブルース (1729–1814) | 初代アイルズベリー伯爵 2代ブルース男爵 トマス・ブルーデネル＝ブルース (1729–1814) | 初代アイルズベリー伯爵 2代ブルース男爵 トマス・ブルーデネル＝ブルース (1729–1814) | 初代アイルズベリー伯爵 2代ブルース男爵 トマス・ブルーデネル＝ブルース (1729–1814) | 初代アイルズベリー伯爵 2代ブルース男爵 トマス・ブルーデネル＝ブルース (1729–1814) | 初代アイルズベリー伯爵 2代ブルース男爵 トマス・ブルーデネル＝ブルース (1729–1814) |  |  |  |  |  |  |  |  |  |  |
| モンタギュー公廃絶                                                                  | モンタギュー公廃絶                                                                  | モンタギュー公廃絶                                                                  | モンタギュー公廃絶                                                                  | モンタギュー公廃絶                                                                  | モンタギュー公廃絶                                                                  | 初代モンタギュー公 4代カーディガン伯 ジョージ・モンタギュー (1712–1790) | 初代モンタギュー公 4代カーディガン伯 ジョージ・モンタギュー (1712–1790) | 初代モンタギュー公 4代カーディガン伯 ジョージ・モンタギュー (1712–1790) | 初代モンタギュー公 4代カーディガン伯 ジョージ・モンタギュー (1712–1790) | 初代モンタギュー公 4代カーディガン伯 ジョージ・モンタギュー (1712–1790) | 初代モンタギュー公 4代カーディガン伯 ジョージ・モンタギュー (1712–1790) |                                                                   |                                                                   | ディーンのブルーデネル男爵廃絶              | ディーンのブルーデネル男爵廃絶              | ディーンのブルーデネル男爵廃絶                                              | ディーンのブルーデネル男爵廃絶                                              | ディーンのブルーデネル男爵廃絶                                              | ディーンのブルーデネル男爵廃絶                                              | 5代カーディガン伯 初代ブルーデネル男爵 ジェイムズ・ブルーデネル (1715-1811) | 5代カーディガン伯 初代ブルーデネル男爵 ジェイムズ・ブルーデネル (1715-1811) |  |  | | | | | | | ロバート・ブルーデネル (1726-1768) | ロバート・ブルーデネル (1726-1768) | ロバート・ブルーデネル (1726-1768)                                                                                        | ロバート・ブルーデネル (1726-1768)                                                                                       | ロバート・ブルーデネル (1726-1768)                                                                                       | ロバート・ブルーデネル (1726-1768)                                                                                       | | | 初代アイルズベリー伯爵 2代ブルース男爵 トマス・ブルーデネル＝ブルース (1729–1814) | 初代アイルズベリー伯爵 2代ブルース男爵 トマス・ブルーデネル＝ブルース (1729–1814) | 初代アイルズベリー伯爵 2代ブルース男爵 トマス・ブルーデネル＝ブルース (1729–1814) | 初代アイルズベリー伯爵 2代ブルース男爵 トマス・ブルーデネル＝ブルース (1729–1814) | 初代アイルズベリー伯爵 2代ブルース男爵 トマス・ブルーデネル＝ブルース (1729–1814) | 初代アイルズベリー伯爵 2代ブルース男爵 トマス・ブルーデネル＝ブルース (1729–1814) |  |  |  |  |  |  |  |  |  |  |
| モンタギュー公廃絶                                                                  | モンタギュー公廃絶                                                                  | モンタギュー公廃絶                                                                  | モンタギュー公廃絶                                                                  | モンタギュー公廃絶                                                                  | モンタギュー公廃絶                                                                  |                                                                         |                                                                         |                                                                         |                                                                         |                                                                         |                                                                         |                                                                   |                                                                   | ディーンのブルーデネル男爵廃絶              | ディーンのブルーデネル男爵廃絶              | ディーンのブルーデネル男爵廃絶                                              | ディーンのブルーデネル男爵廃絶                                              | ディーンのブルーデネル男爵廃絶                                              | ディーンのブルーデネル男爵廃絶                                              |                                                                             |                                                                             |  |  | 1821年アイルズベリー侯                                                                                                   | | | | | |                                    |                                    | | | | | | |                                                                                   |                                                                                   |                                                                                   |                                                                                   |                                                                                   |                                                                                   |  |  |  |  |  |  |  |  |  |  |
|                                                                                     |                                                                                     |                                                                                     |                                                                                     |                                                                                     |                                                                                     |                                                                         |                                                                         |                                                                         |                                                                         |                                                                         |                                                                         |                                                                   |                                                                   |                                             |                                             | 6代カーディガン伯 ロバート・ブルーデネル (1760-1837)                        | 6代カーディガン伯 ロバート・ブルーデネル (1760-1837)                        | 6代カーディガン伯 ロバート・ブルーデネル (1760-1837)                        | 6代カーディガン伯 ロバート・ブルーデネル (1760-1837)                        | 6代カーディガン伯 ロバート・ブルーデネル (1760-1837)                        | 6代カーディガン伯 ロバート・ブルーデネル (1760-1837)                        |  |  | 初代アイルズベリー侯 2代アイルズベリー伯 3代ブルース男爵 チャールズ・ブルーデネル＝ブルース (1773–1856)                  | 初代アイルズベリー侯 2代アイルズベリー伯 3代ブルース男爵 チャールズ・ブルーデネル＝ブルース (1773–1856)                  | 初代アイルズベリー侯 2代アイルズベリー伯 3代ブルース男爵 チャールズ・ブルーデネル＝ブルース (1773–1856)                  | 初代アイルズベリー侯 2代アイルズベリー伯 3代ブルース男爵 チャールズ・ブルーデネル＝ブルース (1773–1856)                  | 初代アイルズベリー侯 2代アイルズベリー伯 3代ブルース男爵 チャールズ・ブルーデネル＝ブルース (1773–1856)                  | 初代アイルズベリー侯 2代アイルズベリー伯 3代ブルース男爵 チャールズ・ブルーデネル＝ブルース (1773–1856)                  |                                    |                                    | | | | | | |                                                                                   |                                                                                   |                                                                                   |                                                                                   |                                                                                   |                                                                                   |  |  |  |  |  |  |  |  |  |  |
|                                                                                     |                                                                                     |                                                                                     |                                                                                     |                                                                                     |                                                                                     |                                                                         |                                                                         |                                                                         |                                                                         |                                                                         |                                                                         |                                                                   |                                                                   |                                             |                                             | 6代カーディガン伯 ロバート・ブルーデネル (1760-1837)                        | 6代カーディガン伯 ロバート・ブルーデネル (1760-1837)                        | 6代カーディガン伯 ロバート・ブルーデネル (1760-1837)                        | 6代カーディガン伯 ロバート・ブルーデネル (1760-1837)                        | 6代カーディガン伯 ロバート・ブルーデネル (1760-1837)                        | 6代カーディガン伯 ロバート・ブルーデネル (1760-1837)                        |  |  | 初代アイルズベリー侯 2代アイルズベリー伯 3代ブルース男爵 チャールズ・ブルーデネル＝ブルース (1773–1856)                  | 初代アイルズベリー侯 2代アイルズベリー伯 3代ブルース男爵 チャールズ・ブルーデネル＝ブルース (1773–1856)                  | 初代アイルズベリー侯 2代アイルズベリー伯 3代ブルース男爵 チャールズ・ブルーデネル＝ブルース (1773–1856)                  | 初代アイルズベリー侯 2代アイルズベリー伯 3代ブルース男爵 チャールズ・ブルーデネル＝ブルース (1773–1856)                  | 初代アイルズベリー侯 2代アイルズベリー伯 3代ブルース男爵 チャールズ・ブルーデネル＝ブルース (1773–1856)                  | 初代アイルズベリー侯 2代アイルズベリー伯 3代ブルース男爵 チャールズ・ブルーデネル＝ブルース (1773–1856)                  |                                    |                                    | | | | | | |                                                                                   |                                                                                   |                                                                                   |                                                                                   |                                                                                   |                                                                                   |  |  |  |  |  |  |  |  |  |  |
|                                                                                     |                                                                                     |                                                                                     |                                                                                     |                                                                                     |                                                                                     |                                                                         |                                                                         |                                                                         |                                                                         |                                                                         |                                                                         |                                                                   |                                                                   |                                             |                                             |                                                                             |                                                                             |                                                                             |                                                                             |                                                                             |                                                                             |  |  | | | | | | |                                    |                                    | | | | | | |                                                                                   |                                                                                   |                                                                                   |                                                                                   |                                                                                   |                                                                                   |  |  |  |  |  |  |  |  |  |  |
|                                                                                     |                                                                                     |                                                                                     |                                                                                     |                                                                                     |                                                                                     |                                                                         |                                                                         |                                                                         |                                                                         |                                                                         |                                                                         |                                                                   |                                                                   |                                             |                                             | 7代カーディガン伯 ジェイムズ・ブルーデネル (1797-1868)                      | 7代カーディガン伯 ジェイムズ・ブルーデネル (1797-1868)                      | 7代カーディガン伯 ジェイムズ・ブルーデネル (1797-1868)                      | 7代カーディガン伯 ジェイムズ・ブルーデネル (1797-1868)                      | 7代カーディガン伯 ジェイムズ・ブルーデネル (1797-1868)                      | 7代カーディガン伯 ジェイムズ・ブルーデネル (1797-1868)                      |  |  | 2代アイルズベリー侯 8代カーディガン伯 3代アイルズベリー伯 4代ブルース男爵 チャールズ・ブルーデネル＝ブルース (1804-1878) | 2代アイルズベリー侯 8代カーディガン伯 3代アイルズベリー伯 4代ブルース男爵 チャールズ・ブルーデネル＝ブルース (1804-1878) | 2代アイルズベリー侯 8代カーディガン伯 3代アイルズベリー伯 4代ブルース男爵 チャールズ・ブルーデネル＝ブルース (1804-1878) | 2代アイルズベリー侯 8代カーディガン伯 3代アイルズベリー伯 4代ブルース男爵 チャールズ・ブルーデネル＝ブルース (1804-1878) | 2代アイルズベリー侯 8代カーディガン伯 3代アイルズベリー伯 4代ブルース男爵 チャールズ・ブルーデネル＝ブルース (1804-1878) | 2代アイルズベリー侯 8代カーディガン伯 3代アイルズベリー伯 4代ブルース男爵 チャールズ・ブルーデネル＝ブルース (1804-1878) |                                    |                                    | 3代アイルズベリー侯 9代カーディガン伯 4代アイルズベリー伯 5代ブルース男爵 チャールズ・ブルーデネル＝ブルース (1811–1886)  | 3代アイルズベリー侯 9代カーディガン伯 4代アイルズベリー伯 5代ブルース男爵 チャールズ・ブルーデネル＝ブルース (1811–1886) | 3代アイルズベリー侯 9代カーディガン伯 4代アイルズベリー伯 5代ブルース男爵 チャールズ・ブルーデネル＝ブルース (1811–1886) | 3代アイルズベリー侯 9代カーディガン伯 4代アイルズベリー伯 5代ブルース男爵 チャールズ・ブルーデネル＝ブルース (1811–1886) | 3代アイルズベリー侯 9代カーディガン伯 4代アイルズベリー伯 5代ブルース男爵 チャールズ・ブルーデネル＝ブルース (1811–1886) | 3代アイルズベリー侯 9代カーディガン伯 4代アイルズベリー伯 5代ブルース男爵 チャールズ・ブルーデネル＝ブルース (1811–1886) |                                                                                   |                                                                                   |                                                                                   |                                                                                   |                                                                                   |                                                                                   |  |  |  |  |  |  |  |  |  |  |
|                                                                                     |                                                                                     |                                                                                     |                                                                                     |                                                                                     |                                                                                     |                                                                         |                                                                         |                                                                         |                                                                         |                                                                         |                                                                         |                                                                   |                                                                   |                                             |                                             | 7代カーディガン伯 ジェイムズ・ブルーデネル (1797-1868)                      | 7代カーディガン伯 ジェイムズ・ブルーデネル (1797-1868)                      | 7代カーディガン伯 ジェイムズ・ブルーデネル (1797-1868)                      | 7代カーディガン伯 ジェイムズ・ブルーデネル (1797-1868)                      | 7代カーディガン伯 ジェイムズ・ブルーデネル (1797-1868)                      | 7代カーディガン伯 ジェイムズ・ブルーデネル (1797-1868)                      |  |  | 2代アイルズベリー侯 8代カーディガン伯 3代アイルズベリー伯 4代ブルース男爵 チャールズ・ブルーデネル＝ブルース (1804-1878) | 2代アイルズベリー侯 8代カーディガン伯 3代アイルズベリー伯 4代ブルース男爵 チャールズ・ブルーデネル＝ブルース (1804-1878) | 2代アイルズベリー侯 8代カーディガン伯 3代アイルズベリー伯 4代ブルース男爵 チャールズ・ブルーデネル＝ブルース (1804-1878) | 2代アイルズベリー侯 8代カーディガン伯 3代アイルズベリー伯 4代ブルース男爵 チャールズ・ブルーデネル＝ブルース (1804-1878) | 2代アイルズベリー侯 8代カーディガン伯 3代アイルズベリー伯 4代ブルース男爵 チャールズ・ブルーデネル＝ブルース (1804-1878) | 2代アイルズベリー侯 8代カーディガン伯 3代アイルズベリー伯 4代ブルース男爵 チャールズ・ブルーデネル＝ブルース (1804-1878) |                                    |                                    | 3代アイルズベリー侯 9代カーディガン伯 4代アイルズベリー伯 5代ブルース男爵 チャールズ・ブルーデネル＝ブルース (1811–1886)  | 3代アイルズベリー侯 9代カーディガン伯 4代アイルズベリー伯 5代ブルース男爵 チャールズ・ブルーデネル＝ブルース (1811–1886) | 3代アイルズベリー侯 9代カーディガン伯 4代アイルズベリー伯 5代ブルース男爵 チャールズ・ブルーデネル＝ブルース (1811–1886) | 3代アイルズベリー侯 9代カーディガン伯 4代アイルズベリー伯 5代ブルース男爵 チャールズ・ブルーデネル＝ブルース (1811–1886) | 3代アイルズベリー侯 9代カーディガン伯 4代アイルズベリー伯 5代ブルース男爵 チャールズ・ブルーデネル＝ブルース (1811–1886) | 3代アイルズベリー侯 9代カーディガン伯 4代アイルズベリー伯 5代ブルース男爵 チャールズ・ブルーデネル＝ブルース (1811–1886) |                                                                                   |                                                                                   |                                                                                   |                                                                                   |                                                                                   |                                                                                   |  |  |  |  |  |  |  |  |  |  |
|                                                                                     |                                                                                     |                                                                                     |                                                                                     |                                                                                     |                                                                                     |                                                                         |                                                                         |                                                                         |                                                                         |                                                                         |                                                                         |                                                                   |                                                                   |                                             |                                             |                                                                             |                                                                             |                                                                             |                                                                             |                                                                             |                                                                             |  |  | | | | | | |                                    |                                    | | | | | | |                                                                                   |                                                                                   |                                                                                   |                                                                                   |                                                                                   |                                                                                   |  |  |  |  |  |  |  |  |  |  |
|                                                                                     |                                                                                     |                                                                                     |                                                                                     |                                                                                     |                                                                                     |                                                                         |                                                                         |                                                                         |                                                                         |                                                                         |                                                                         |                                                                   |                                                                   |                                             |                                             |                                                                             |                                                                             |                                                                             |                                                                             |                                                                             |                                                                             |  |  | | | | | | |                                    |                                    | | | | | | |                                                                                   |                                                                                   |                                                                                   |                                                                                   |                                                                                   |                                                                                   |  |  |  |  |  |  |  |  |  |  |
|                                                                                     |                                                                                     |                                                                                     |                                                                                     |                                                                                     |                                                                                     |                                                                         |                                                                         |                                                                         |                                                                         |                                                                         |                                                                         |                                                                   |                                                                   |                                             |                                             |                                                                             |                                                                             |                                                                             |                                                                             |                                                                             |                                                                             |  |  | ジョージ・ブルーデネル＝ブルース (1839–1868)                                                                             | ジョージ・ブルーデネル＝ブルース (1839–1868)                                                                             | ジョージ・ブルーデネル＝ブルース (1839–1868)                                                                             | ジョージ・ブルーデネル＝ブルース (1839–1868)                                                                             | ジョージ・ブルーデネル＝ブルース (1839–1868)                                                                             | ジョージ・ブルーデネル＝ブルース (1839–1868)                                                                             |                                    |                                    | 5代アイルズベリー侯 11代カーディガン伯 6代アイルズベリー伯 7代ブルース男爵 ヘンリー・ブルーデネル＝ブルース (1842–1911)   | 5代アイルズベリー侯 11代カーディガン伯 6代アイルズベリー伯 7代ブルース男爵 ヘンリー・ブルーデネル＝ブルース (1842–1911)  | 5代アイルズベリー侯 11代カーディガン伯 6代アイルズベリー伯 7代ブルース男爵 ヘンリー・ブルーデネル＝ブルース (1842–1911)  | 5代アイルズベリー侯 11代カーディガン伯 6代アイルズベリー伯 7代ブルース男爵 ヘンリー・ブルーデネル＝ブルース (1842–1911)  | 5代アイルズベリー侯 11代カーディガン伯 6代アイルズベリー伯 7代ブルース男爵 ヘンリー・ブルーデネル＝ブルース (1842–1911)  | 5代アイルズベリー侯 11代カーディガン伯 6代アイルズベリー伯 7代ブルース男爵 ヘンリー・ブルーデネル＝ブルース (1842–1911)  |                                                                                   |                                                                                   |                                                                                   |                                                                                   |                                                                                   |                                                                                   |  |  |  |  |  |  |  |  |  |  |
|                                                                                     |                                                                                     |                                                                                     |                                                                                     |                                                                                     |                                                                                     |                                                                         |                                                                         |                                                                         |                                                                         |                                                                         |                                                                         |                                                                   |                                                                   |                                             |                                             |                                                                             |                                                                             |                                                                             |                                                                             |                                                                             |                                                                             |  |  | ジョージ・ブルーデネル＝ブルース (1839–1868)                                                                             | ジョージ・ブルーデネル＝ブルース (1839–1868)                                                                             | ジョージ・ブルーデネル＝ブルース (1839–1868)                                                                             | ジョージ・ブルーデネル＝ブルース (1839–1868)                                                                             | ジョージ・ブルーデネル＝ブルース (1839–1868)                                                                             | ジョージ・ブルーデネル＝ブルース (1839–1868)                                                                             |                                    |                                    | 5代アイルズベリー侯 11代カーディガン伯 6代アイルズベリー伯 7代ブルース男爵 ヘンリー・ブルーデネル＝ブルース (1842–1911)   | 5代アイルズベリー侯 11代カーディガン伯 6代アイルズベリー伯 7代ブルース男爵 ヘンリー・ブルーデネル＝ブルース (1842–1911)  | 5代アイルズベリー侯 11代カーディガン伯 6代アイルズベリー伯 7代ブルース男爵 ヘンリー・ブルーデネル＝ブルース (1842–1911)  | 5代アイルズベリー侯 11代カーディガン伯 6代アイルズベリー伯 7代ブルース男爵 ヘンリー・ブルーデネル＝ブルース (1842–1911)  | 5代アイルズベリー侯 11代カーディガン伯 6代アイルズベリー伯 7代ブルース男爵 ヘンリー・ブルーデネル＝ブルース (1842–1911)  | 5代アイルズベリー侯 11代カーディガン伯 6代アイルズベリー伯 7代ブルース男爵 ヘンリー・ブルーデネル＝ブルース (1842–1911)  |                                                                                   |                                                                                   |                                                                                   |                                                                                   |                                                                                   |                                                                                   |  |  |  |  |  |  |  |  |  |  |
|                                                                                     |                                                                                     |                                                                                     |                                                                                     |                                                                                     |                                                                                     |                                                                         |                                                                         |                                                                         |                                                                         |                                                                         |                                                                         |                                                                   |                                                                   |                                             |                                             |                                                                             |                                                                             |                                                                             |                                                                             |                                                                             |                                                                             |  |  | 4代アイルズベリー侯 10代カーディガン伯 5代アイルズベリー伯 6代ブルース男爵 ジョージ・ブルーデネル＝ブルース (1863–1894)  | 4代アイルズベリー侯 10代カーディガン伯 5代アイルズベリー伯 6代ブルース男爵 ジョージ・ブルーデネル＝ブルース (1863–1894)  | 4代アイルズベリー侯 10代カーディガン伯 5代アイルズベリー伯 6代ブルース男爵 ジョージ・ブルーデネル＝ブルース (1863–1894)  | 4代アイルズベリー侯 10代カーディガン伯 5代アイルズベリー伯 6代ブルース男爵 ジョージ・ブルーデネル＝ブルース (1863–1894)  | 4代アイルズベリー侯 10代カーディガン伯 5代アイルズベリー伯 6代ブルース男爵 ジョージ・ブルーデネル＝ブルース (1863–1894)  | 4代アイルズベリー侯 10代カーディガン伯 5代アイルズベリー伯 6代ブルース男爵 ジョージ・ブルーデネル＝ブルース (1863–1894)  |                                    |                                    | 6代アイルズベリー侯 12代カーディガン伯 7代アイルズベリー伯 8代ブルース男爵 ジョージ・ブルーデネル＝ブルース (1873–1961)   | 6代アイルズベリー侯 12代カーディガン伯 7代アイルズベリー伯 8代ブルース男爵 ジョージ・ブルーデネル＝ブルース (1873–1961)  | 6代アイルズベリー侯 12代カーディガン伯 7代アイルズベリー伯 8代ブルース男爵 ジョージ・ブルーデネル＝ブルース (1873–1961)  | 6代アイルズベリー侯 12代カーディガン伯 7代アイルズベリー伯 8代ブルース男爵 ジョージ・ブルーデネル＝ブルース (1873–1961)  | 6代アイルズベリー侯 12代カーディガン伯 7代アイルズベリー伯 8代ブルース男爵 ジョージ・ブルーデネル＝ブルース (1873–1961)  | 6代アイルズベリー侯 12代カーディガン伯 7代アイルズベリー伯 8代ブルース男爵 ジョージ・ブルーデネル＝ブルース (1873–1961)  |                                                                                   |                                                                                   |                                                                                   |                                                                                   |                                                                                   |                                                                                   |  |  |  |  |  |  |  |  |  |  |
|                                                                                     |                                                                                     |                                                                                     |                                                                                     |                                                                                     |                                                                                     |                                                                         |                                                                         |                                                                         |                                                                         |                                                                         |                                                                         |                                                                   |                                                                   |                                             |                                             |                                                                             |                                                                             |                                                                             |                                                                             |                                                                             |                                                                             |  |  | 4代アイルズベリー侯 10代カーディガン伯 5代アイルズベリー伯 6代ブルース男爵 ジョージ・ブルーデネル＝ブルース (1863–1894)  | 4代アイルズベリー侯 10代カーディガン伯 5代アイルズベリー伯 6代ブルース男爵 ジョージ・ブルーデネル＝ブルース (1863–1894)  | 4代アイルズベリー侯 10代カーディガン伯 5代アイルズベリー伯 6代ブルース男爵 ジョージ・ブルーデネル＝ブルース (1863–1894)  | 4代アイルズベリー侯 10代カーディガン伯 5代アイルズベリー伯 6代ブルース男爵 ジョージ・ブルーデネル＝ブルース (1863–1894)  | 4代アイルズベリー侯 10代カーディガン伯 5代アイルズベリー伯 6代ブルース男爵 ジョージ・ブルーデネル＝ブルース (1863–1894)  | 4代アイルズベリー侯 10代カーディガン伯 5代アイルズベリー伯 6代ブルース男爵 ジョージ・ブルーデネル＝ブルース (1863–1894)  |                                    |                                    | 6代アイルズベリー侯 12代カーディガン伯 7代アイルズベリー伯 8代ブルース男爵 ジョージ・ブルーデネル＝ブルース (1873–1961)   | 6代アイルズベリー侯 12代カーディガン伯 7代アイルズベリー伯 8代ブルース男爵 ジョージ・ブルーデネル＝ブルース (1873–1961)  | 6代アイルズベリー侯 12代カーディガン伯 7代アイルズベリー伯 8代ブルース男爵 ジョージ・ブルーデネル＝ブルース (1873–1961)  | 6代アイルズベリー侯 12代カーディガン伯 7代アイルズベリー伯 8代ブルース男爵 ジョージ・ブルーデネル＝ブルース (1873–1961)  | 6代アイルズベリー侯 12代カーディガン伯 7代アイルズベリー伯 8代ブルース男爵 ジョージ・ブルーデネル＝ブルース (1873–1961)  | 6代アイルズベリー侯 12代カーディガン伯 7代アイルズベリー伯 8代ブルース男爵 ジョージ・ブルーデネル＝ブルース (1873–1961)  |                                                                                   |                                                                                   |                                                                                   |                                                                                   |                                                                                   |                                                                                   |  |  |  |  |  |  |  |  |  |  |
|                                                                                     |                                                                                     |                                                                                     |                                                                                     |                                                                                     |                                                                                     |                                                                         |                                                                         |                                                                         |                                                                         |                                                                         |                                                                         |                                                                   |                                                                   |                                             |                                             |                                                                             |                                                                             |                                                                             |                                                                             |                                                                             |                                                                             |  |  | | | | | | |                                    |                                    | 7代アイルズベリー侯 13代カーディガン伯 8代アイルズベリー伯 9代ブルース男爵 シャンドス・ブルーデネル＝ブルース (1904–1974) | | | | | |                                                                                   |                                                                                   |                                                                                   |                                                                                   |                                                                                   |                                                                                   |  |  |  |  |  |  |  |  |  |  |
|                                                                                     |                                                                                     |                                                                                     |                                                                                     |                                                                                     |                                                                                     |                                                                         |                                                                         |                                                                         |                                                                         |                                                                         |                                                                         |                                                                   |                                                                   |                                             |                                             |                                                                             |                                                                             |                                                                             |                                                                             |                                                                             |                                                                             |  |  | | | | | | |                                    |                                    | | | | | | |                                                                                   |                                                                                   |                                                                                   |                                                                                   |                                                                                   |                                                                                   |  |  |  |  |  |  |  |  |  |  |
|                                                                                     |                                                                                     |                                                                                     |                                                                                     |                                                                                     |                                                                                     |                                                                         |                                                                         |                                                                         |                                                                         |                                                                         |                                                                         |                                                                   |                                                                   |                                             |                                             |                                                                             |                                                                             |                                                                             |                                                                             |                                                                             |                                                                             |  |  | | | | | | |                                    |                                    | 8代アイルズベリー侯 14代カーディガン伯 9代アイルズベリー伯 10代ブルース男爵 マイケル・ブルーデネル＝ブルース (1926–)      | | | | | |                                                                                   |                                                                                   |                                                                                   |                                                                                   |                                                                                   |                                                                                   |  |  |  |  |  |  |  |  |  |  |
|                                                                                     |                                                                                     |                                                                                     |                                                                                     |                                                                                     |                                                                                     |                                                                         |                                                                         |                                                                         |                                                                         |                                                                         |                                                                         |                                                                   |                                                                   |                                             |                                             |                                                                             |                                                                             |                                                                             |                                                                             |                                                                             |                                                                             |  |  | | | | | | |                                    |                                    | | | | | | |                                                                                   |                                                                                   |                                                                                   |                                                                                   |                                                                                   |                                                                                   |  |  |  |  |  |  |  |  |  |  |
|                                                                                     |                                                                                     |                                                                                     |                                                                                     |                                                                                     |                                                                                     |                                                                         |                                                                         |                                                                         |                                                                         |                                                                         |                                                                         |                                                                   |                                                                   |                                             |                                             |                                                                             |                                                                             |                                                                             |                                                                             |                                                                             |                                                                             |  |  | | | | | | |                                    |                                    | カーディガン伯(儀礼称号) デイヴィッド・ブルーデネル＝ブルース (1952–)                                                     | | | | | |                                                                                   |                                                                                   |                                                                                   |                                                                                   |                                                                                   |                                                                                   |  |  |  |  |  |  |  |  |  |  |